# Dašnica (Aleksandrovac)
Pour les articles homonymes, voir Dašnica.
Dašnica (en serbe cyrillique : Дашница) est un village de Serbie situé dans la municipalité d'Aleksandrovac, district de Rasina. Au recensement de 2011, il comptait 628 habitants.

## Démographie
| 1948 | 1953 | 1961 | 1971 | 1981 | 1991 | 2002 | 2011 |
| ---- | ---- | ---- | ---- | ---- | ---- | ---- | ---- |
| 828  | 845  | 825  | 795  | 752  | 754  | 697  | 628  |

|  |